# Uvaria lanceolata
Uvaria lanceolata este o specie de plante angiosperme din genul Uvaria, familia Annonaceae, descrisă de Rudolph Herman Scheffer. Conform Catalogue of Life specia Uvaria lanceolata nu are subspecii cunoscute.